# Adrià Espineta Arias
Adrià Espineta Arias   (Andorra la Vella, 3 de març de 1993) és un diplomàtic, jurista i polític andorrà. Va presidir el Fòrum Nacional de la Joventut d'Andorra entre 2017 i 2018 i ocupà el càrrec de Conseller de Projectes Participatius del Comú d'Andorra la Vella el 2023.

## Biografia
Nascut a Andorra la Vella, és net de Palmir Espineta Ballester, empresari pioner al Principat d'Andorra en el sector de l'electricitat, la climatització i el fred industrial. De la part materna, la família és provinent de Noceda del Bierzo, a la província de León, a Castilla i León.
Des de ben petit va mostrar interés pel servei públic, especialment en l'àmbit de la diplomàcia.
Es va graduar en Dret a ESADE l'any 2015 i l'any següent va realitzar un Màster en Diplomàcia i Funció Pública Internacional amb l'especialitat de Relacions Econòmiques i Exteriors de la Unió Europea al Centre d'Estudis Internacionals de Barcelona, depenent de la Universitat de Barcelona.
L'any següent, va viure i treballar a Malta. Va retornar al principat el 2017 i va entrar a treballar al gabinet de Gilbert Saboya Sunyé, llavors Ministre d'Economia, Competitivitat i Innovació del Govern d'Andorra el desembre del mateix any.
El setembre del 2018, va ingressar a la carrera diplomàtica del Principat d'Andorra, on avui dia exerceix en tant que diplomàtic andorrà.

## Trajectòria pública i política
Paral·lelament als seus estudis, l'any 2015, seguint la refundació del Fòrum Nacional de la Joventut d'Andorra, va ser elegit secretari de l'ens i en va assumir la presidència entre el 2017 i el 2018.
Simpatitzant de la formació Demòcrates per Andorra, s'hi va afiliar el 2019 i poc després va concórrer a les eleccions comunals andorranes de 2019 dins la candidatura En Comú per Andorra la Vella, encapçalada per Conxita Marsol Riart, tot i que llavors no va arribar a entrar al Comú d'Andorra la Vella.
El novembre del 2020, va ser elegit president de la Secció Jove de Demòcrates per Andorra i va passar a formar part del Comité Executiu de la formació.
El febrer del 2023, es van anunciar les candidatures a les Eleccions al Consell General d'Andorra de 2023 i va esdevenir conseller comunal en substitució d'Alain Cabanes Galian.
Va exercir com a Conseller de Projectes Participatius del Comú d'Andorra la Vella fins al 31 de desembre del 2023, éssent substituït per Olalla Losada Seguin en aquestes competències.

### Fal·lerística
Adrià Espineta és a més a més conegut i reconegut per la seva vinculació a la fal·lerística internacional. Ha col·laborat amb diversos projectes en aquest àmbit i escrit articles en la matèria.

## Distincions honorífiques

### Condecoracions
- Oficial de l'Orde de Sant Maurici i Sant Llàtzer, Casa de Savoia
- Oficial de l'Orde de la Rosa, Casa d'Orleans-Bragança[cal citació]
- Cavaller Mestrant de la Mestrança de Cavalleria de Castella, (Regne d'Espanya)[4]

### Altres distincions
- Ambaixador Cultural-Econòmic de la Confederació Empresarial Andorrana (CEA), nomenat el 16 de març del 2016.[18]
- Acadèmic corresponent de l'Acadèmia Sanmartinenca d'Heràldica i Genealogia, Perú[19]
- Membre d'honor de l' Heraldic Institute, Alemanya[16]